# Meg to Seron
Meg to Seron (メグとセロン?, Megu to Seron, lett. "Meg e Seron") è una serie di light novel scritta da Keiichi Sigsawa ed illustrata da Kōhaku Kuroboshi. Il titolo è preceduto da Allison e Lillia to Treize.

## Personaggi
Megmica Straussky (シュトラウスキー・メグミカ?, Shutorausuki Megumika)
Soprannominata Meg (メグ?, Megu), è una ragazza di sedici anni di Sou Beil, la regione occidentale della storia. A causa del lavoro di suo padre, si trasferisce nella regione orientale di Roxche e finisce per frequentare la stessa classe di Lillia, pur essendo un anno più grande di lei. È la miglior cantante del club di musica e più tardi diventa anche un membro del club del giornalino scolastico. È gentile, sensibile e un po' credulona. È anche completamente all'oscuro dei sentimenti di Seron nei suoi confronti.
Seron Maxwell (セロン・マクスウェル?)
Nato e cresciuto a Roxche, è il figlio di quindici anni di Karen Maxwell, un magnate di grande successo. A scuola è allo stesso anno di Meg e Lillia, ma frequenta una classe diversa. Vive nel dormitorio scolastico in quanto la sua residenza è molto lontana dalla capitale. È un amante dei libri, è molto diligente ed eccelle in tutte le materie tranne che nel canto. Nonostante il suo sguardo sempre impassibile e la sua aria tranquilla, è anche piuttosto popolare tra le ragazze, sebbene le abbia rifiutate tutte quante: egli è infatti innamorato perso di Meg, ma non sa come dirglielo. Proprio come Meg, anche lui fa parte del club del giornalino scolastico, ma solo per avvicinarsi di più a lei.

## Light novel
La serie, scritta da Keiichi Sigsawa con le illustrazioni di Kōhaku Kuroboshi, è composta da sette volumi, pubblicati dalla MediaWorks sotto l'etichetta Dengeki Bunko tra il 10 marzo 2008 e il 10 maggio 2012.
Una breve storia spin-off, intitolata Seron no yume (セロンの夢? lett. "Il sogno di Seron"), è stata pubblicata sulla rivista Dengeki Bunko Magazine della MediaWorks il 10 febbraio 2008.
| Nº  | Titolo italiano (traduzione letterale) Giapponese 「Kanji」 - Rōmaji                                           | Data di prima pubblicazione           | Data di prima pubblicazione |
| Nº  | Titolo italiano (traduzione letterale) Giapponese 「Kanji」 - Rōmaji                                           | Giapponese                            |                             |
| I   | Le vacanze estive del 3305 (parte 1) 「三三〇五年の夏休み(上)」 - San san rei go-nen no natsuyasumi (ue)       | 10 marzo 2008 ISBN 978-4-8402-4184-7  |                             |
| II  | Le vacanze estive del 3305 (parte 2) 「三三〇五年の夏休み(下)」 - San san rei go-nen no natsuyasumi (shita)    | 10 maggio 2008 ISBN 978-4-04-867062-3 |                             |
| III | La malinconia di Ulericks 「ウレリックスの憂鬱」 - Urerikusu no yūutsu                                         | 10 luglio 2008 ISBN 978-4-04-867126-2 |                             |
| IV  | Il caso di omicidio seriale del villaggio di Airco 「エアコ村連続殺人事件」 - Eako-mura renzoku satsujin jiken | 10 marzo 2009 ISBN 978-4-04-867592-5  |                             |
| V   | La trappola di Larry Hepburn 「ラリー・ヘップバーンの罠」 - Rarī Heppubān no wana                              | 10 marzo 2010 ISBN 978-4-04-868392-0  |                             |
| VI  | Vita quotidiana di quarta superiore 「第四上級学校な日々」 - Daishi jōkyū gakkō na hibi                        | 10 marzo 2011 ISBN 978-4-04-870386-4  |                             |
| VII | Fidanzati all'improvviso 「婚約者は突然に」 - Fianse wa totsuzen ni                                            | 10 maggio 2012 ISBN 978-4-04-886596-8 |                             |